# Vszevolod tveri fejedelem
Vszevolod Alekszandrovics (oroszul Всеволод Александрович) (kb. 1328 – 1364) Holm és Tver fejedelme 1345-től 1349-ig.

## Élete
Vszevolod Alekszandr Mihajlovics tveri fejedelem második fia volt. Apját és bátyját Üzbég tatár kán 1339-ben kivégeztette. A trónt Konsztantyin nagybátyja örökölte, a kiskorú Vszevolod pedig a tveri herceg függésében levő Holm részfejedelmi címét kapta. 1346-ban meghalt Konsztantyin. Az orosz hercegségekben akkor szokásos (és a tatárok által megerősített) szenioritási elv alapján másik nagybátyja, Vaszilij Mihajlovics lett volna a jogos örökös, de Vszevolod sógorára, Szimeon moszkvai fejedelemre támaszkodva megszerezte a fejedelmi jarlikot (jóváhagyást) az akkori kántól, Dzsanibégtől.
A jogtalan utódlás okozta feszültség egész uralkodása alatt fennmaradt és 1349-ben a felek megegyezése alapján Vszevolod átadta Tvert a nagybátyjának, ő pedig visszavonult Holmba.
Vszevolod 1364-ben halt bele a pestisjárványba, amely rokonságában oly sok áldozatot szedett. 

## Felesége és gyermekei
Vszevolod a rjazanyi fejedelem lányát, Szofja Ivanovnát vette feleségül; két fiukról adnak hírt a krónikák:
- Jurij (1360–1410. október 10. után) Holm részfejedelme Iván öccsével közösen
- Iván (1360–1402)

## Fordítás
- Ez a szócikk részben vagy egészben  a(z)   Всеволод Александрович című orosz Wikipédia-szócikk ezen változatának fordításán alapul.  Az eredeti cikk szerkesztőit annak laptörténete sorolja fel. Ez a jelzés csupán a megfogalmazás eredetét és a szerzői jogokat jelzi, nem szolgál a cikkben szereplő információk forrásmegjelöléseként.